# Титовская (Архангельская область)
Титовская — деревня  в Вельском районе Архангельской области. Входит в состав Муниципального образования «Шадреньгское».

## География
Деревня расположена в южной части Архангельской области, в таёжной зоне, в пределах северной части Русской равнины, в 25 километрах на северо-запад от города Вельска по автомобильной дороге Вельск-Комсомольский, на левом берегу реки Вель притока Ваги. Ближайшие населённые пункты: на востоке посёлок Шунема, являющийся административным центром муниципального образования, на юге, на противоположном берегу реки деревня Баламутовская.
Часовой пояс
Титовская, как и вся Архангельская область, находится в часовой зоне МСК (московское время). Смещение применяемого времени относительно UTC составляет +3:00.

## Население
| 2002 | 2010 | 2012 | 2014 |
| ---- | ---- | ---- | ---- |
| 196  | ↘174 | ↗196 | ↘158 |

## История
Указана в «Списке населённых мест по сведениям 1859 года» в составе Вельского уезда(1-го стана) Вологодской губернии под номером «2215» как «Титовское(Шунема)». Насчитывала 18 дворов, 67 жителей мужского пола и 68 женского.
В материалах оценочно-статистического исследования земель Вельского уезда упомянуто, что в 1900 году в административном отношении деревня входила в состав Шадринского сельского общества Есютинской волости. На момент переписи в селении Титовское(Шунема) находилось 34 хозяйства, в которых проживало 112 жителей мужского пола и 122 женского.
В деревне находилась часовня, построенная в 1856 году. Была приписана к приходу Шадренгской Христорождественской церкви.